# マリオ・フォーサイス
マリオ・フォーサイス（Mario Forsythe、1985年10月30日 ‐ ）は、ジャマイカの陸上競技選手。専門は短距離走。100mで9秒95、200mで20秒27の自己ベストを持つ。2011年大邱世界選手権男子200mのセミファイナリスト。

## 経歴
2010年8月29日のワールドチャレンジ・リエーティ・ミーティング男子100m予選で9秒99（+1.1）をマークし、初めて10秒の壁を突破した。決勝では9秒95（+0.9）と更に自己ベストを更新し、ネスタ・カーター（9秒78）、ライアン・ベイリー（9秒88）に次ぐ3位に入った。

## 自己ベスト
記録欄の（　）内の数字は風速（m/s）で、+は追い風を意味する。
| 種目 | 記録          | 年月日        | 場所         | 備考 |
| 屋外 | 屋外          | 屋外          | 屋外         | 屋外 |
| ---- | ------------- | ------------- | ------------ | ---- |
| 100m | 9秒95 (+0.9)  | 2010年8月29日 | リエーティ   |      |
| 200m | 20秒27 (+0.7) | 2013年5月19日 | サンパウロ   |      |
| 400m | 46秒65        | 2013年5月25日 | ニューヨーク |      |
| 室内 |               |               |              |      |
| 60m  | 6秒64         | 2010年2月14日 | メス         |      |

## 主要大会成績
備考欄の記録は当時のもの
| 年   | 大会                    | 場所     | 種目    | 結果   | 記録          | 備考     |
| ---- | ----------------------- | -------- | ------- | ------ | ------------- | -------- |
| 2011 | 世界選手権              | 大邱     | 200m    | 準決勝 | 20秒63 (-0.7) | 全体10位 |
| 2015 | 北中米カリブ選手権 (en) | サンホセ | 200m    | 準決勝 | 20秒73 (+1.2) |          |
| 2015 | 北中米カリブ選手権 (en) | サンホセ | 4x100mR | 優勝   | 38秒07 (1走)  | 大会記録 |